# Le Mont-Dieu
Le Mont-Dieu é uma comuna francesa na região administrativa de Grande Leste, no departamento das Ardenas. Estende-se por uma área de 18,72 km². Em 2010 a comuna tinha 16 habitantes (densidade: 0,9 hab./km²).